# Embrassez le marié !
Pour plus de détails, voir Fiche technique et Distribution.
Embrassez le marié ! (Kiss the Bride) est une comédie romantique américaine réalisée par  C. Jay Cox, sortie au cinéma aux États-Unis le 18 avril 2008.

## Synopsis
Matt Roman et Ryan Woodson étaient amants au lycée. Dix ans plus tard, Matt reçoit une invitation au mariage de Ryan et de sa future épouse Alex. D'abord stupéfait de par l'annonce du mariage, il repart dans sa ville natale afin d'essayer de renouer un contact avec son amour de jeunesse. Mais lorsqu'il retrouve Ryan en pleins préparatifs du mariage, il minimise leur histoire passée.

## Distribution
- Tori Spelling : Alex
- Philipp Karner (VF : Jean-Marco Montalto) : Matt
- James O'Shea (VF : Philippe Valmont) : Ryan
- Amber Benson : Elly
- Joanna Cassidy (VF : Pauline Larrieu) : Evelyn
- Garrett M. Brown (VF : Patrick Béthune) : Gerald
- Tess Harper : Barbara
- Robert Foxworth : Wayne
- Connie Sawyer : Tante Minnie
- E.E. Bell (VF : Frédéric Souterelle) : Dan

## Musique
- U Found Me (Levi Kreis, Darci Monet) - Levi Kreis
- Hardly a Hero (Kreis, Monet) - Levi Kreis
- We're Okay (Kreis) - Levi Kreis (générique de fin)
- Drive - Brian Kent

## Box office
Le film réalise un total de 32 033 Dollars de recettes aux États-Unis.

## Sortie DVD
Le film sort directement en DVD le 5 octobre 2010 en France.